# PAUSE 〜STRAIGHTENER Tribute Album〜
『PAUSE 〜STRAIGHTENER Tribute Album〜』（ポーズ ストレイテナー トリビュート・アルバム）は、ストレイテナーのトリビュート・アルバム。2017年10月18日にVirgin Musicより発売された。

## 概要
メジャー・デビュー15周年、バンド結成20周年となる2018年に向けて企画された、ストレイテナー初のトリビュート・アルバムである。
発売より2年ほど前、ホリエアツシがthe pillowsの山中さわおと飲みに行った際、「ストレイテナーはトリビュート盤出さないの?」と言われたことから本作の企画がスタートした。
「バンドの一生に一度の機会かも知れない。だから自分達にとってもリアリティのあるものにしたい」と考え、共に歩んできた同期バンド達、尊敬する先輩、慕ってくれる後輩バンド達に、ほとんど直談判的にオファーをしていったという。
「トリビュートではあるが、これはストレイテナーのアルバムだ」という思いから「SAD AND BEAUTIFUL WORLD」のセルフカバーも収録されている。
初回限定盤はデジパック仕様となっており、通常盤は初回限定盤終了次第出荷となっている。
アルバムの発売に先駆けて10月8日にタワーレコード渋谷店で公開先行試聴会が行われ、その様子がストレイテナーのLINE公式アカウントでライブ配信された。

## 収録曲
| 全作詞・作曲: ホリエアツシ。 |                                 |              |              |                          |      |
| #                            | タイトル                        | 作詞         | 作曲・編曲   | 歌・演奏                 | 時間 |
| 1.                           | 「ROCKSTEADY」                  | ホリエアツシ | ホリエアツシ | MONOEYES                 | 2:56 |
| 2.                           | 「KILLER TUNE」                 | ホリエアツシ | ホリエアツシ | go!go!vanillas           | 3:04 |
| 3.                           | 「シーグラス」                  | ホリエアツシ | ホリエアツシ | back number              | 3:23 |
| 4.                           | 「SIX DAY WONDER」              | ホリエアツシ | ホリエアツシ | ACIDMAN                  | 4:39 |
| 5.                           | 「冬の太陽」                    | ホリエアツシ | ホリエアツシ | majiko (まじ娘)          | 4:14 |
| 6.                           | 「Melodic Storm」               | ホリエアツシ | ホリエアツシ | 9mm Parabellum Bullet    | 4:10 |
| 7.                           | 「TRAVELING GARGOYLE」          | ホリエアツシ | ホリエアツシ | SPECIAL OTHERS           | 3:44 |
| 8.                           | 「シンクロ」                    | ホリエアツシ | ホリエアツシ | THE BACK HORN            | 4:36 |
| 9.                           | 「REMINDER」                    | ホリエアツシ | ホリエアツシ | My Hair is Bad           | 3:35 |
| 10.                          | 「SENSELESS STORY TELLER SONY」 | ホリエアツシ | ホリエアツシ | ASIAN KUNG-FU GENERATION | 3:16 |
| 11.                          | 「Farewell Dear Deadman」       | ホリエアツシ | ホリエアツシ | the pillows              | 4:35 |
| 12.                          | 「SAD AND BEAUTIFUL WORLD」     | ホリエアツシ | ホリエアツシ | ストレイテナー           | 4:02 |
| 合計時間:                    | 合計時間:                       | 合計時間:    | 46:14        |                          |      |

### 楽曲解説
1. ROCKSTEADY / MONOEYES
インディーズ3rdアルバム『SKELETONIZED』収録曲。
ほぼ原曲通りのアレンジで演奏されている。
2. KILLER TUNE / go!go!vanillas
3rdシングル。
go!go!vanillasの楽曲「おはようカルチャー」にホリエがプロデューサーとして参加した縁もあり、九州出身の後輩としてオファーした[注釈 1]。
3. シーグラス / back number
21stシングル。
back numberのオールナイトニッポンにホリエがゲスト出演した際にトリビュートの話題になり、ボーカル&ギターの清水依与吏が絶対やらせてくださいと言った為、逃す手はないとオファーした。
2017年12月30日に開催されたCOUNTDOWN JAPAN 17/18にback numberがメインステージのトリとして出演した際、1曲目として本楽曲が演奏された。ライブで演奏されたのはこの1回のみである。
4. SIX DAY WONDER / ACIDMAN
7thシングル。
ACIDMANとはインディーズ時代からの旧知の仲であり、この曲について「ストレイテナーの曲の中で最も好きな曲」とコメントしている[3]。またボーカル&ギターの大木伸夫は歴史に残る名曲と讃え、「この曲ちょうだいよ」とまで言っていたという[1]。
5. 冬の太陽 / majiko (まじ娘)
17thシングル。
ストレイテナーの曲を女性ヴォーカルで聴きたかったという願望もあり、ホリエが初めて他のアーティストにプロデューサーとして関わり楽曲提供もしていたmajikoにオファーした。
6. Melodic Storm / 9mm Parabellum Bullet
5thシングル。
back numberと同じく、ボーカル&ギターの菅原卓郎とどういう流れか漠然とトリビュートの話題になった際、絶対参加したいと言ったという。菅原はこの曲について「他のどれよりも『みんなの曲』だというイメージがあったから、それを壊したくなかった。9mmの可能な限り真っ直ぐにカバーさせていただきました」とコメントしている[3]。
7. TRAVELING GARGOYLE / SPECIAL OTHERS
1stシングル。
選曲に際し「ジャムってみて気持ち良くなった曲を演ります」と言い、本楽曲を選んだという[1]。
8. シンクロ / THE BACK HORN
アコースティックアルバム『SOFT』収録曲。
THE BACK HORNとは同期でありながら初期にはまったく交流がなく、親密になったのはここ7年くらいだという。ホリエがこの曲でチャレンジしたのは現実を受け入れて人間臭く歌うことだったといい、「将司くんの声とTHE BACK HORNの音はその理想だったんだな」と感じたという[1]。
9. REMINDER / My Hair is Bad
1stミニアルバム『ROCK END ROLL』収録曲。
高校時代にMy Hair is Badを結成し初めてのライブで演奏したのがこの曲だといい、初対面の際にそのことを話したのを覚えており本作への参加が実現した[1][4]。
10. SENSELESS STORY TELLER SONY / ASIAN KUNG-FU GENERATION
the PeteBestとのスプリット・アルバム『DRAGORUM』、及びインディーズ3rdアルバム『SKELETONIZED』収録曲。
ホリエ自身この曲を十数年振りに聴いたといい、「今やファンも殆ど知らないマニアックな曲を選んでくるとは」とコメントしている[1]。
11. Farewell Dear Deadman / the pillows
3rdアルバム『Dear Deadman』収録曲。
先述の通り本作のきっかけとなったのがthe pillowsの山中さわおであり、ストレイテナーも2004年にthe pillowsのトリビュートアルバムに参加している。
12. SAD AND BEAUTIFUL WORLD / ストレイテナー
2ndアルバム『TITLE』収録曲。
本作唯一のセルフカバー。2013年の日本武道館公演に向け実施した楽曲人気投票で1位を獲得した「SAD AND BEAUTIFUL WORLD」を、その時にリアレンジしたバージョンで再録したものである。

## 演奏
ROCKSTEADY
- 細美武士：Vocals, Guitar
- 戸高賢史：Guitar
- スコット・マーフィー：Vocals, Bass
- 一瀬正和：Drums

KILLER TUNE
- 牧達弥：Vocal, Guitar
- 長谷川プリティ敬祐：Bass
- ジェットセイヤ：Drums
- 柳沢進太郎：Guitar

シーグラス
- 清水依与吏：Guitars, Vocal, Chorus
- 小島和也：Bass
- 栗原寿：Drums

SIX DAY WONDER 
- 大木伸夫：Vocal, Guitar
- 佐藤雅俊：Bass
- 浦山一悟：Drums

冬の太陽
- majiko：Vocal, Chorus
- 木下哲：Guitar
- 石井浩平 (Alaska Jam)：Bass, Piano
- 山下賢 (Alaska Jam / Mop of Head)：Drums, Percussion

Melodic Storm 
- 菅原卓郎：Vocal, Guitar
- 滝善充：Guitar
- 中村和彦：Bass
- かみじょうちひろ：Drums

TRAVELING GARGOYLE
- 宮原“TOYIN”良太：Drums
- 又吉“SEGUN”優也：Bass
- 柳下“DAYO”武史：Guitar
- 芹澤“REMI”優真：Keyboards

シンクロ
- 山田将司：Vocal
- 菅波栄純：Guitar
- 岡峰光舟：Bass
- 松田晋二：Drums

REMINDER
- 椎木知仁：Vocal, Guitar
- 山本大樹：Bass, Chorus
- 山田淳：Drums

SENSELESS STORY TELLER SONY
- 後藤正文：Vocals, Guitar, Synthesizer
- 喜多建介：Guitar
- 山田貴洋：Bass
- 伊地知潔：Drums

Farewell Dear Deadman
- 山中さわお：Vocal, Guitar
- 真鍋吉明：Guitar
- 佐藤シンイチロウ：Drums
- 有江嘉典：Bass

SAD AND BEAUTIFUL WORLD 
- ホリエアツシ：Vocal, Guitar, Synthesizer
- 大山純：Guitar
- 日向秀和：Bass
- ナカヤマシンペイ：Drums